# Onechte gaviaal
De onechte gaviaal, (Tomistoma schlegelii) is een krokodilachtige uit de familie gavialen (Gavialidae) en de onderfamilie onechte gavialen (Tomistominae).

## Naam en indeling
De soort wordt ook wel aangeduid met valse gaviaal, onechte gaviaal van Borneo en Schlegels krokodil. De Nederlandstalige naam is te danken aan de zeer sterk verlengde, smalle snuit van de krokodil.
De wetenschappelijke naam van de soort werd voor het eerst voorgesteld door Salomon Müller in 1838. Oorspronkelijk werd de wetenschappelijke naam Crocodilus (Gavialis) schlegelii gebruikt. De geslachtsnaam Tomistoma betekent vrij vertaald 'scherpe mond' en verwijst naar de vorm van de snuit. De soortaanduiding schlegelii is een eerbetoon aan de Duitse natuuronderzoeker Hermann Schlegel (1804 - 1884).

### Indeling
De onechte gaviaal behoorde enige tijd tot de gavialen, maar later werd de soort onder de echte krokodillen geplaatst, nog wel in een aparte onderfamilie: Tomistomatinae. Het belangrijkste verschil tussen de 'echte' gaviaal en de onechte gaviaal is te zien aan de relatief iets langere snuit van de gaviaal, ook heeft deze laatste soort meer tanden. In 2007 werd de soort echter weer bij de familie van de gavialen ingedeeld. Deze plaatsing is overigens niet onomstreden; hoewel de biochemische en de immunologische data wijzen op een verwantschap met de gavialen, wijzen uiterlijke en fossiele kenmerken op een relatie met de echte krokodillen. Het onderzoek naar de plaatsing van de onechte gaviaal is hierdoor nog in volle gang. De Katholieke Universiteit Leuven bijvoorbeeld is een doctoraalstudie gestart naar de verwantschappen tussen de twee soorten, de resultaten worden december 2025 verwacht.
De onechte gaviaal is de enige moderne soort uit het geslacht Tomistoma, er zijn wel andere soorten bekend maar deze zijn allemaal uitgestorven. Het geslacht is relatief oud en is bekend van het Eoceen. De uitgestorven vertegenwoordigers kwamen voor in delen van Afrika en Azië.

## Uiterlijke kenmerken

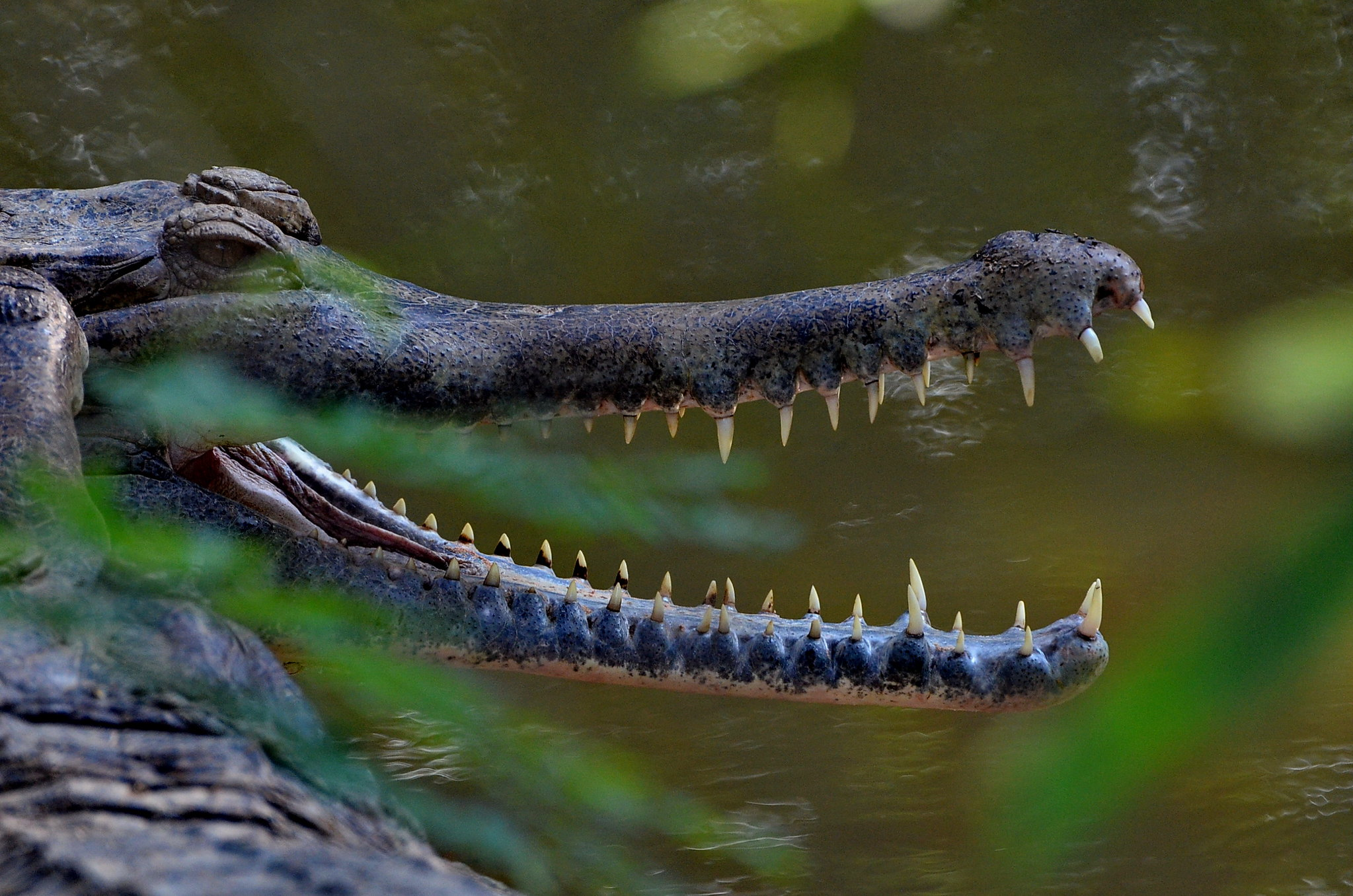
Kop van een onechte gaviaal met de verlengde bek.

Met een lengte van vier meter is de onechte gaviaal een van de middelgrote soorten, sommige exemplaren worden nog iets langer. De lichaamskleur is meestal lichtbruin, sommige exemplaren hebben een olijfgroene tot grijsgroene kleur. Op de kop en de romp zijn ovale donkere tot zwarte vlekken of banden aanwezig. De staart is altijd gebandeerd. Juveniele dieren hebben een sterkere, meer afstekende tekening maar deze vervaagt niet bij de oudere dieren zoals bij de meeste krokodilachtigen het geval is.
De verlengde snuit is aan de voorzijde iets verdikt waar de neusgaten zitten. Op de bovenzijde van de kop hebben de beenplaten een zandloper-achtige omtrek. Het belangrijkste verschil met de gaviaal is de geleidelijke overgang van kop in snuit, de snuit van de gaviaal is bij de basis al smal. Het aantal tanden varieert van 76 tot 84; 4 tot 6 rijen voortanden (premaxillair) en 15 of 16 rijen tanden (maxillair) in de bovenkaak en 19 of 20 rijen kiezen (mandibulair) in de onderkaak. De 'echte' gaviaal heeft in beginsel altijd meer dan 100 tanden.

## Levenswijze
Het voedsel bestaat voornamelijk uit vis, waarvoor de bek uitermate geschikt is. Ook andere prooien als kreeftachtigen en andere ongewervelden, reptielen zoals slangen en schildpadden, vogels en zoogdieren die in het water leven of belanden worden echter wel gegrepen. Voorbeelden van zoogdieren die worden buitgemaakt zijn de java-aap (Macaca fascicularis) en andere makaken, varkens, otters, honden en dwergherten.
De vrouwtjes zijn bij een lengte van 2,5 tot 3 meter geslachtsrijp, zowel de paring als het afzetten van de eieren vinden in het natte seizoen plaats. Per legsel worden ongeveer 20 tot 60 eitjes afgezet die opvallend groot zijn. De eieren zijn tot 9,5 centimeter lang, tot 6,2 cm breed en kunnen een gewicht hebben van 155 gram wat ze twee keer zo zwaar maakt als eieren van andere krokodilachtigen.
Het nest wordt gemaakt van plantaardig materiaal zoals bladeren, takjes, stukken veen en plantenzaden. en als de jongen na ongeveer drie maanden uitkomen zijn ze op zichzelf aangewezen. Ze worden niet uitgegraven en ook niet beschermd door de moeder, in tegenstelling tot de meeste andere soorten krokodillen. De sterfte onder de juvenielen is hierdoor hoog, de volwassen exemplaren kunnen echter 60 tot 80 jaar oud worden en hebben weinig vijanden.

## Verspreiding en habitat

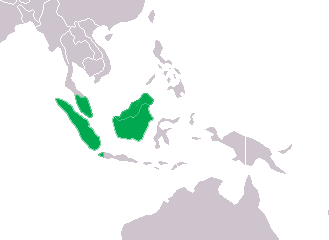
Verspreidingsgebied in het groen.

De onechte gaviaal komt voor in delen van Azië en leeft in de landen Maleisië (op het Maleisisch Schiereiland en Sarawak) en in Indonesië op de eilanden Borneo, Java, Sulawesi en Sumatra. In Maleisië is de gaviaal uitgestorven in Sabah. In Thailand is de soort geheel uitgestorven. Mogelijk komt de krokodilachtige voor in Vietnam maar dit is niet zeker.
De habitat bestaat uit grotere zoetwaterpartijen als meren, vennen, veengebieden, tropische moerasbossen, rivieren en (beboste) moerassen. brak- en zout water wordt vermeden. Er is niet veel bekend over de specifieke voorkeuren, de onechte gaviaal lijkt de beschutting van vegetatie en drijvende planten te waarderen. Omdat het dier in moeilijk toegankelijke streken voorkomt is nog veel over de levenswijze onbekend. De onechte gaviaal is aangetroffen van zeeniveau tot op een hoogte van ongeveer 200 meter boven zeeniveau.

## Beschermingsstatus
Door de internationale natuurbeschermingsorganisatie IUCN is de beschermingsstatus 'kwetsbaar' toegewezen (Vulnerable of VU). Het aantal in het wild levende volwassen exemplaren wordt geschat op ongeveer 2500 tot 10.000.